# Коргантас (Карагандинская область)
Коргантас (каз. Қорғантас) — упразднённое село в Улытауском районе Карагандинской области Казахстана. Входило в состав Амангельдинского сельского округа. Упразднено в 2000-х годах.

## География
Расположено на реке Жыланшык примерно в 6 км к юго-западу от гор Едиге.

## Население
В 1999 году в селе проживал 71 человек (45 мужчины и 26 женщин).
В 5 км к югу от села расположены Едигейские каменные изваяния.